# Christian Coulson
Pour les articles homonymes, voir Coulson.
Christian Peter Coulson est un acteur britannique, né le 3 octobre 1978 en Angleterre (Royaume-Uni). 
Il est surtout connu pour avoir incarné Tom Jedusor (alias Voldemort) dans Harry Potter et la Chambre des secrets, le deuxième épisode de la saga.

## Biographie
Christian Coulson est né à Manchester, en Angleterre. Il entre à la Westminster School à Londres sur une bourse universitaire. 
Il fait partie du National Youth Music Theather de 1990 à 1997, compagnie qui a accueilli en son sein nombre d'artistes britanniques tels que Jude Law.
Christian Coulson a intégré l'université de Cambridge et est diplômé d'anglais depuis 2000.
Il a joué dans de nombreuses pièces pendant ses études, notamment La Résistible Ascension d'Arturo Ui de Bertolt Brecht où il tient le rôle principal, et dans Les Bonnes de Jean Genet.
Acteur de théâtre (il a aussi tenu le rôle de Roméo dans Roméo et Juliette en 2002 à Liverpool
), il devient mondialement connu grâce au rôle de Tom Jedusor dans Harry Potter et la Chambre des secrets la même année. 
Son rôle n'est cependant pas reconduit dans le sixième volet de la saga sorti en 2009, le réalisateur David Yates estimant qu'à 29 ans, il ne pouvait camper encore le rôle d'un garçon de seize ans.

## Filmographie

### Cinéma

#### Longs-métrages
- 2002 : Frères du désert (The Four Feathers), de Shekhar Kapur : le garçon au tambour (non crédité)
- 2002 : Harry Potter et la Chambre des secrets (Harry Potter and the Chamber of Secrets), de Chris Columbus : Tom Elvis Jedusor
- 2002 : The Hours de Stephen Daldry : Ralph Patrige
- 2012 : Gaybe de Jonathan Lisecki : Aaron
- 2012 : I Am Nasrine de Tina Gharavi : Tommy
- 2013 : Amateurs d'Eric Tao : Evan
- 2014 : Love Is Strange d'Ira Sachs : Ian
- 2014 : Leaving Circadia d'Evan Mathew Weinstein : Colin
- 2015 : Peter and John de Jay Craven : Peter Roland
- 2016 : The Rainbow Experiment de Christina Kallas : Adam Kazan

#### Courts-métrages
- 2005 : Take Me Back de Jonty Kenton  : Charlie
- 2007 : Last Night d'Abi van Walsum : Nick
- 2014 : Know Thyself de Bonnie Wright : le jeune homme

### Télévision

#### Séries télévisées
- 2001 : Love in a Cold Climate : Matt Radlett
- 2001-2002 : Weirdsister College : Ben Stemson (10 épisodes)
- 2002 : La Dynastie des Forsyte (série télévisée, 2002) : Jolly Forsyte (2 épisodes)
- 2003 : Hornblower : John Jack Hammond (4 épisodes)
- 2003 : Little Britain : Joe (1 épisode)
- 2005 : Miss Marple : Un meurtre est annoncé : Edmund Settenham (1 épisode)
- 2005 : Beethoven : Archiduc Rodolphe (2 épisodes)
- 2005 : Brief Encounters : Adam (1 épisode)
- 2009 : The Battery's Down : Raoul (1 épisode)
- 2010 : Jeffery & Cole Casserole
- 2010 : Gossip Girl : Ivan (1 épisode)
- 2011 : Wiener & Wiener : Garry (4 épisodes)
- 2011 : The Good Wife : Andre Bergson (1 épisode)
- 2013 : Nurse Jackie : Mr. Farell (1 épisode)
- 2015 : Eye Candy : Mark Thompson (1 épisode)
- 2016 : Mozart in the Jungle : Sébastien (1 épisode)

#### Téléfilm
- 2003 : Charles II : Le Pouvoir et la Passion : James de Monmouth

### Théâtre
- 2002 : Roméo et Juliette : Roméo
- 2004 : Fin de Journey : Raleigh
- 2006 : Festen : Christian
- 2007 : Ghosts : Osvald
- 2012 : Travesties : Tristan Tzara